# THE 料理王
『THE 料理王 史上最大の芸能界最強料理人決定戦』（ザ・りょうりおう しじょうさいだいのげいのうかいさいきょうりょうりにんけっていせん）は、2010年より日本テレビ系列で不定期に放送されている料理・バラエティ番組で、芸能界最強料理王を決める特別番組。ハイビジョン制作。

## 概要
『日本の食卓に新しい家庭料理を発信しよう!』というコンセプトの下、食材と調理道具を持参した料理自慢の芸能人が、簡単に手に入る食材を使った新作家庭料理で芸能界最強料理人の座に挑む。料理学校を借り切って24時間開催する、誰もが参加自由の「一次予選（24時間予選）」から、「本選大会」で決着をつけるまでの約2ヶ月間の模様を伝える。
暫定料理王としてグッチ裕三が出演、決勝戦から参戦する。因みに、この番組の打診が来た際、料理の優劣を決める対戦形式に難色を示していたが、番組を見ている主婦の為になるならばと出演を決めたという。

### 第1回
一次予選は規定食材から1品以上選択した上で40分以内に調理し、10名の一流料理人の審査で上位3人が選出され、視聴者投票1位によるシード選手を併せた4人が準決勝に出場。事前に材料を仕込んだ場合は失格。
本選大会・準決勝は予選時点で「新しい鍋料理」を開発、30分の調理時間で対戦。
本選大会・決勝のテーマは「家族が喜ぶ新しい野菜炒め」。自ら引いた3回のくじ引きで決まる家庭食材を全て使用する条件で、即興のメニューを考案し対戦。本大会の審査員は3人。

### 第2回
一次予選は規定食材から1品以上選択した上で40分以内に調理し、6名の一流料理人の審査で上位12人（3グループから4人ずつ）が二次予選進出。試食時点で審査員から×が出た場合その場で失格（板東英二、大桃美代子の2人）。タイムオーバーで減点となったまちゃまちゃとIKKOは予選敗退だが、馬場園梓（アジアン）は二次予選に進出。
二次予選は12名を抽選で2名ずつ6組に分け、審査員となる一流料理人の店の厨房等を舞台に超難度のオリジナル審査を行い、勝者6人が本選大会進出。
敗者復活戦は二次予選敗者6名が子供が喜ぶ卵料理をつくり、幼稚園児25名の投票により上位1名が本戦進出。
本選大会・準決勝はご飯使用禁止のお弁当を開発、上位3人が決勝進出。
本選大会・決勝は「新・カレーライス」で対戦。本大会の審査員は3人。

### 第3回
6名の芸能人が自分の人生を反映させた創作料理を作って、有名シェフとグルメな芸能人が試食する。評価次第では超一流料理店の新メニューとして採用される。前回優勝のグッチは解説を務める。

## 放送日
第1回：2010年2月2日 19:56 - 22:48　※視聴率16.0%（関東地区）
- 「THE 料理王」 史上最大の芸能界最強料理人決定戦
  - 予選の模様[2]、レシピの数々や裏ワザなどを収録した完全版は、日本テレビ系専門チャンネルの日テレプラスで、4回に分け、同年2月14日他に放送[3]。
  - 予選の規定食材は、「豆腐」「こんにゃく」「粉寒天」「そうめん」「餅」「食パン」「せんべい」「ツナ缶」「かにかま」「いかの塩辛」「ちくわ」「海苔」「納豆」「スライスチーズ」「いちごジャム」の15品[4]。
  - 予選をトップ通過したのはまちゃまちゃ（923/1000点）。
  - 準決勝は、予選上位3人のまちゃまちゃ 、杉本彩、城咲仁と、シード選手であるグッチ裕三で行われた。メニューはそれぞれ、「まちゃさん家の鍋 」「情熱の粕鍋 」「白鍋」、「新鍋焼きうどん」で[5]、城咲が脱落した。
  - 決勝の審査の結果、グッチ裕三が料理王に輝いた（2位 まちゃまちゃ、3位 杉本彩）。各人のメニューはそれぞれ、「もや酢炒め」「森の野菜炒め 」「冷めてもおいしい野菜炒め 」だった[6]。

第2回：2010年11月5日 19:00 - 22:54　※視聴率10.4%（関東地区）
- 「THE 料理王2」 史上最大の芸能界最強料理人決定戦 
  - 第2回は『金曜スーパープライム』枠（2時間拡大）で放送される。
  - 予選の模様、レシピの数々や裏ワザなどを収録した完全版は、前回同様日テレプラスで10回に分け同年11月27日他に放送[3]。
  - 予選の規定食材は、「じゃがいも」「なす」「しいたけ」「ピーマン」「ツナ缶」「らっきょう」「ベーコン」「鶏もも肉」「ヨーグルト」「油揚げ」「麸」の11品。
  - 準決勝は2次予選通過した金山一彦、柴田理恵、城咲仁、山口美沙、木村祐一、小森純と敗者復活戦を制した假屋崎省吾の7名で行われ、金山・柴田・城咲の3名が決勝進出となった。
  - 決勝は準決勝通過の3名と、前回王者のグッチ裕三で行われた。審査の結果、僅差でグッチが王座防衛に成功した。
  - なお、一次予選、二次予選、敗者復活、準決勝、決勝の全レシピが期間限定で公式サイトに掲載されている[7]。

第3回：2012年4月3日 19:00 - 20:54
- THE料理王 虎の穴レストラン 笑いと感動の芸能人創作料理大試食会
  - 規定食材はなし。試食後、2名のシェフが自分の店の新メニューに採用するかを発表する。
  - 鈴木、ローラ、柴田のレシピがシェフに採用された。

## 出演者

### 総合司会
- 髙嶋政宏

### 予選司会
- 劇団ひとり
- つるの剛士（第2回まで）

### 解説・コメンテーター
- 服部幸應（料理評論家、服部栄養専門学校校長）※本選大会（第2回まで）
- グッチ裕三（第3回）
- 成澤文子（第3回）

### 予選審査員
第1回
- 片岡護（イタリアンレストラン「リストランテ アルポルト」オーナー）
- 門脇俊哉（日本料理店「麻布 かどわき」オーナー）
- 小川貢一（魚料理店「魚河岸三代目千秋」店主）
- 佐野実（ラーメン「支那そばや」店主）
- 田村隆（日本料理店「つきぢ田村」店主）
- 脇屋友詞（中華料理店「トゥーランドット游仙境 赤坂店」）
- 落合務（イタリア料理店「ラ・ベットラ・ダ・オチアイ」オーナー）
- 菰田欣也（中華料理店「スーツァンレストラン陳」シェフ）
- 笹島保弘（イタリア料理店「イル ギオットーネ」）
- 岸本直人（フランス料理店「ランベリー」シェフ）

第2回
- 佐野実（ラーメン「支那そばや」店主）
- 田村隆（日本料理店「つきぢ田村」店主）
- 落合務（イタリア料理店「ラ・ベットラ・ダ・オチアイ」オーナー）
- 菰田欣也（中華料理店「スーツァンレストラン陳」シェフ）
- 笹島保弘（イタリア料理店「イル ギオットーネ」）
- 岸本直人（フランス料理店「ランベリー」シェフ）

### 本大会審査員
第1回
- 梅宮辰夫（俳優・タレント）
- 田中美佐子（女優）
- 杉山愛（元プロテニス選手）

第2回
- 高橋英樹（俳優・タレント）
- 高島礼子（女優）
- 浜口京子（女子レスリング選手）

第3回
- 和田アキ子
- 草野仁
- 天野ひろゆき（キャイ〜ン）
- 土田晃之
- 坂下千里子
- 鈴木紗理奈
- 徳井義実（チュートリアル）
- 平愛梨
- 高橋みなみ（AKB48）
- 鈴木奈々
- 坂井宏行
- 陳建一
- 落合務
- 菰田欣也

### 実況・リポーター
※いずれも日本テレビアナウンサー
第1回
- 一次予選：藤井恒久、高橋雄一、山本舞衣子、右松健太、加藤聡、蛯原哲、河村亮、葉山エレーヌ
- 本選大会（準決勝）：松尾英里子、菅谷大介
- 本選大会（決勝）：杉上佐智枝（実況）

第2回

### 参加出場者
第1回
グッチ裕三（シード選手）、パンツェッタ・ジローラモ、新山千春、梅沢富美男、小森純、見栄晴、彦摩呂、マリアン、山田邦子、保坂尚輝、ヘリョン、ボビー・オロゴン、ヒデ（ペナルティ）、大桃美代子、池田純、HIRO（安田大サーカス）、ヨネスケ、山口美沙、にしおかすみこ、メンソールライト、サイクロンZ、赤いプルトニウム、香田晋、松本明子、井森美幸、山口もえ、斉藤慶子、金山一彦、山本高広、板東英二、竹本聡子、まちゃまちゃ、山咲トオル、杉本彩、石黒彩、中島啓江、城咲仁、くわばたりえ（クワバタオハラ）、小原正子（クワバタオハラ）、藤森慎吾（オリエンタルラジオ）、藤岡弘、、高松あい、寺門ジモン（ダチョウ倶楽部）
第2回
- グッチ裕三（シード選手）
- Aグループ（大桃美代子、金山一彦、板東英二、山本高広、柴田理恵、IKKO、ブラザー・コーン、矢沢心、西村和彦）
- Bグループ（まちゃまちゃ、城咲仁、藤森慎吾（オリエンタルラジオ）、山口美沙、山口もえ、おかもとまり、野村沙知代、安田美沙子、笑福亭笑瓶）
- Cグループ（小森純、にしおかすみこ、木村祐一、假屋崎省吾、堤下敦（インパルス）、ジャガー横田、酒井敏也、風間トオル、馬場園梓）

第3回
柴田理恵、東国原英夫、東貴博、光浦靖子、鈴木砂羽、ローラ

## スタッフ
第3回
- ナレーション：垂木勉
- ボイスオーバー：雨蘭咲木子、川名真知子、金本涼輔
- 構成：詩村博史、倉本美津留
- TM：江村多加司
- CAM：津野祐一
- MIX：三石敏生
- VE：岡澤信吾
- LD：篠田謙介
- 技術協力：ヌーベルバーグ
- 美術プロデューサー：林健一
- 美術デザイナー：小林俊輔
- 美術協力：日テレアート
- 大道具：永山雄二
- 小道具：平内悠介
- 生花：藤崎華代
- ヘアメイク：高江洲結子
- 編集：小宮純一（麻布プラザ）
- MA：迫久美雄（麻布プラザ）
- 音響効果：吉田比呂樹（M-TANK）
- フードコーディネーター：スパイスアルファ
- 撮影協力：学校法人後藤学園・武蔵野調理師専門学校
- 映像提供：北日本放送
- TK：西岡八生子（ニケデス）
- デスク：濱村吏加
- 編成：稲垣眞一
- 宣伝：永井晶子
- AP：森川高行、松成鈴代、福谷亮
- AD：上岡恵莉華、上平久美
- ディレクター：内田浩、鴻巣裕司、勝俣晋、唐沢宏一、奥川祐輝、宮原健
- プロデューサー：今井大輔、藤井則子、青山鉄山、磯野太、小島俊一、北詰由賀、小山伸一
- 制作協力：ZION、ワイズメンコミュニケーションズ
- 演出・プロデュース：雨宮秀彦
- チーフプロデューサー：安岡喜郎
- 製作著作：日本テレビ

### 過去のスタッフ
- ナレーション：立木文彦、伊倉一恵
- 構成：荒木美子
- プロデューサー：鬼頭直孝（第2回まで）
- チーフプロデューサー：菅賢治（第1回）、鈴木雅人（第2回）
- 制作：AX-ON（第2回まで）